# Nokia 9300 Communicator
O Nokia 9300 é pertencente a família Communicator. O exemplar da companhia finlandesa se destaca pelo seu tamanho, que é considerado o menor entre os modelos desta categoria (13,2 cm x 5,1 cm x 2,1 cm). Lançado no ano de 2004, seu diferencial reside na facilidade de ter a mão as aplicações do office para elaboração de planilhas, textos e exibição de slides, atrelado ao tamanho, que o faz deste aparelho, um modelo ideal para trabalhos em qualquer lugar, devido sua portabilidade.
O nokia 9300 foi substituído pelo 9300i, que é uma versão mais equipada, por possuir conexão Wi-Fi. Apesar deste último descender do 9300, ele acabou por aposentar também outro modelo da série communicator: o Nokia 9500. Atualmente são comercializados, apenas três modelos da série communicator, o nokia 9300i, o E90* e o N97*.
Fazem parte ainda da família communicator, os modelos: 9000, 9000i, 9110, 9110i, 9210, 9210i, 9290, 9300, 9300i, 9500, E90*, N97*.
*Observação importante: A família de celulares descrita acima, foi agrupada, levando-se em conta a sua destinação final, isto é, suas principais características que os tornam únicos, a exemplo do teclado QWERTY completo e o seu formato, que remete a um notebook.

## Especificações técnicas
- Formato - Concha
- Sistema operacional - Symbian OS v7.0s, Série 80 v2.0 UI
- Frequência - GSM 900/1800/1900
- GPRS - Sim
- EDGE - Sim
- 3G - Não
- WLAN - Não
- Câmera - Não
- Bluetooth - Sim
- Infravermelho - Sim
- Tela principal - 640 x 200 pixels
- Tela secundária - 128 x 128 pixels
- Navegação - WAP/xHTML, Opera HTML browser
- Mensagens - SMS, MMS, Email, Fax
- Jogos - Sim
- Music player - MP3, MPEG4(AAC), RA, MIDI
- Suporte Java - Sim, Java MIPD 2.0
- Aplicações do MS Office - Sim, textos, planilhas e apresentações
- Calculadora tradicional - Sim
- Calculadora científica - Sim
- Memória interna - 80mb
- Suporte para cartão de memória - Sim, cartão de memória formato MMC
- Bateria - Li-Po 970 mAh (BP-6M)
- Peso - 167 gramas
- Medidas - 13,2 cm x 5,1 cm x 2,1 cm